# Bamtonnelstroi
Bamtonnelstroi (russisch Бамтоннельстрой) ist ein russisches Tunnelbauunternehmen. Bamtonnelstroi wurde 1975 vom sowjetischen Verkehrs- und Bauministerium gegründet. Hauptaufgabe war der Bau des Seweromuisker Tunnels an der Baikal-Amur-Magistrale (BAM), der von 1976 bis 2003 andauerte. Auf den Kurznamen der Bahnstrecke bezieht sich auch der Firmenname, wörtlich „BAM-Tunnelbau“. Daneben beteiligte sich die Gesellschaft aber auch am Bau der U-Bahnen von Almaty, Moskau, Krasnojarsk, Nowosibirsk, Jekaterinburg und Dnipropetrowsk.
Außerdem wurde bis 1985 der Baikaltunnel an der BAM bei Sewerobaikalsk errichtet. Bei den Olympischen Winterspielen in Sotschi war Bamtonnelstroi am Bau der Strecke von Adler zum Kurort Alpika-Servis beteiligt.
Bamtonnelstroi verwendete bereits zu Sowjetzeiten kanadische Tunnelbohrmaschinen von LOVAT.